# Кокрейн, Арчибальд, 9-й граф Дандональд
Арчибальд Кокрейн, 9-й граф Дандональд (англ. Thomas Cochrane, 8th Earl of Dundonald; 1 января 1748 — 1 июля 1831) — шотландский дворянин и изобретатель.

## Биография
Родился 1 января 1748 года. Старший сын Томаса Кокрейна, 8-го графа Дандональда (1691—1778), и Джейн Стюарт (? — 1808), дочери Арчибальда Стюарта, 5-го из Торранса, и Элизабет Миртон.
В юности он поступил на службу в британскую армию, а также служил в королевском военно-морском флоте.
31 октября 1778 года после смерти своего отца Арчибальд Кокрейн унаследовал титулы 9-го графа Дандональда, 9-го лорда Кокрейна из Пейсли и Охилтри и 9-го лорда Кокрейна из Дандональда в системе Пэрства Шотландии. Он унаследовал титулы и семейные земли, но мало денег. Оставшись без других средств к существованию, Арчибальд обратился к изобретательству.
Самым известным изобретением Кокрейна был способ производства каменноугольной смолы (запатентован в 1781 году) в промышленных масштабах . British Tar Company инвестировала в завод; им управлял Джон Лаудон Макадам. Побочный продукт кокса частично использовался на металлургическом заводе в Мьюиркирке, а воспламеняемость побочного продукта угольного газа была признана, но не использована в коммерческих целях. Макадам купил компанию, но сделка была проблемной.
Арчибальд Кокрейн надеялся, что он сможет продать смолу в качестве герметика для корпусов кораблей Королевского флота. После того, как были установлены контакты с Британским Адмиралтейством, был проведен тест на буе. Буй был покрыт с одной стороны и оставлен непокрытым с другой. Через некоторое время непокрытая половина протекала и была полна червей и ракушек, в то время как обработанная половина была в довольно хорошем состоянии. Был оформлен патент на его изобретение, а семейные поместья использовались в качестве залога.
Технология каменноугольной смолы была конкурентом медной обшивки, которую предпочитало Адмиралтейство. Утверждалось, что в игре были также мощные интересы, верфи нуждались в обслуживании. Патент истек, и Королевский флот в конечном итоге принял смесь смолы.
Другие эксперименты с производством квасцов, выпечкой хлеба из картофеля и производством красок также оказались нерентабельными. Его эксперименты с получением соды из поваренной соли оказались более успешными, но их было недостаточно, чтобы обратить вспять его финансовые неудачи.
В 1784 году, незадолго до основания Общества, он был избран членом Эдинбургского Королевского общества. Его кандидатуру предложили Джеймс Геттон и Адам Смит. В 1795 году он был избран международным членом Американского философского общества.
Арчибальд Кокрейн скончался в нищете в Париже в возрасте 83 лет. Ему наследовал его старший сын, Томас Кокрейн.

## Семья
Он был женат трижды. 17 октября 1774 года он женился первым браком на Энн Гилкрист (? — 13 октября 1784), дочери капитана Джеймса Гилкриста. Дети от первого брака:
- Адмирал Томас Кокрейн, 10-й граф Дандональд (14 декабря 1775 — 31 октября 1860), старший сын и преемник отца.
- Достопочтенный Джеймс Гилкрист Кокрейн, умер в детстве
- Майор Достопочтенный Уильям Эрскин Кокрейн (1776 — 16 марта 1871), служил в британской армии
- Полковник Достопочтенный Бэзил Кокрейн (? — 14 мая 1816), служил во флоте и в армии
- Капитан Достопочтенный Арчибальд Кокрейн (1783 — 6 августа 1829), служил в Королевском флоте
- Достопочтенный Чарльз Кокрейн, умер в детстве
- Леди Энн Кокрейн (род. 10 марта 1777).

12 апреля 1788 года лорд Дандональд женился вторым браком на Изабелле Мейн (? — декабрь 1808), вдове Джона Мейна и дочери Сэмюэля Рэймонда. Второй брак был бездетным.
В апреле 1819 года он женился в третий раз на Энн Мэри Плоуден (? — 19 декабря 1822), дочери Фрэнсиса Плоудена. Дети от третьего брака:
- Леди Дороти Кокрейн (март 1820 — 3 октября 1830)

## Картофель
В феврале 1791 года лорд Дандональд опубликовал подробности своих экспериментов по приготовлению хлеба с использованием картофеля в брошюре, состоящей из трех писем. К марту 1791 года он также опубликовал брошюру о том, как кормить бедных, добавляя крахмал и картофельный порошок в муку . Гравюра Джеймса Гилрея 1795 года под названием «Заменители хлеба; или Достопочтенные, спасающие хлеба и делящие рыбу» высмеивает идею о том, что картофель является вкусной альтернативой муке, показывая группу депутатов, избегающих картофельного хлеба и вместо этого едящих рыбу и стейки из филе, покрытые монетами.